# Eutymiusz Wielki

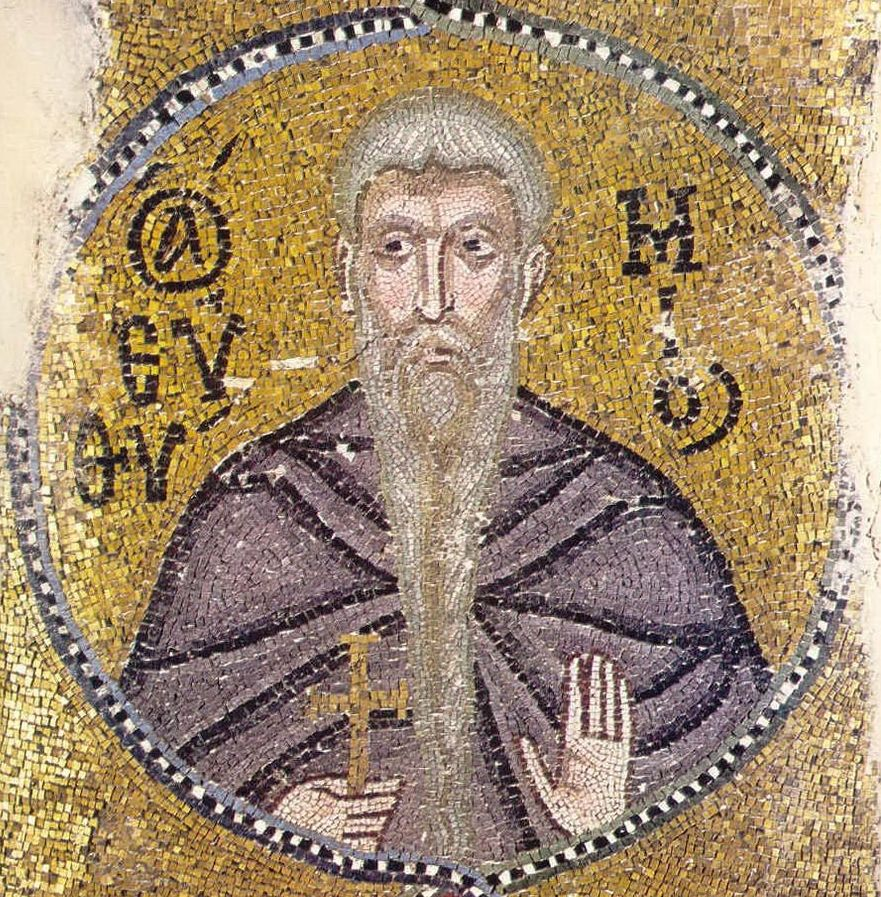
Bizantyńska mozaika ze św. Eutymiuszem w Nea Moni.

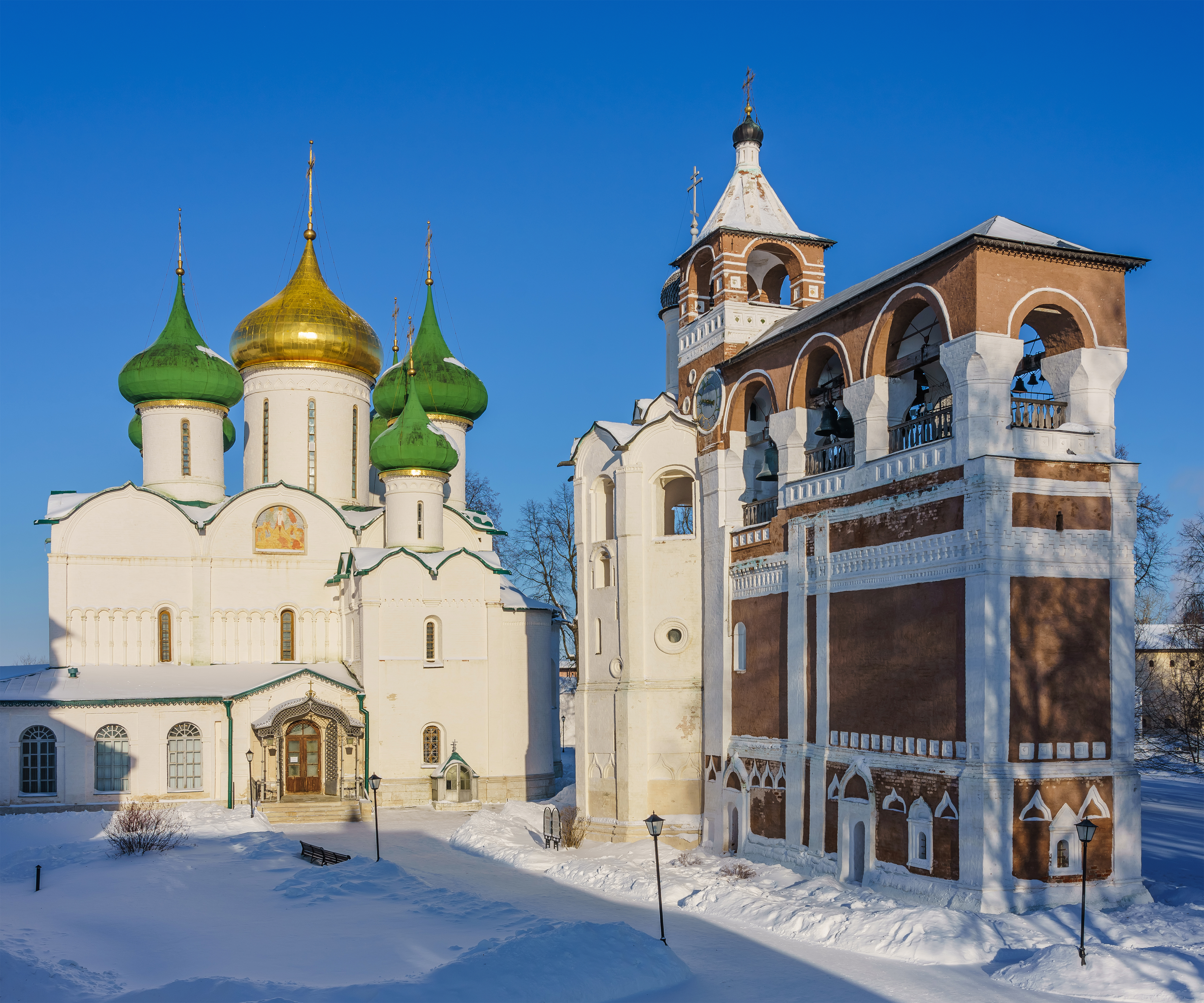
Monastyr św. Eutymiusza przemianowany na katedrę Przemienienia Pańskiego w Suzdalu (Rosja).

Eutymiusz Wielki, cs. Prepodobnyj Jewfimij Wielikij (ur. 377 w Melitene, zm. 473) – mnich i pustelnik, święty Kościoła katolickiego, ormiańskiego i prawosławnego.

## Życie
Urodził się w Melitene (obecnie Malatya) na terenie Armenii. Tam przyjął święcenia kapłańskie i został zarządcą dóbr monasterskich. Mając dwadzieścia dziewięć lat, w tajemnicy udał się do Palestyny. Podróżując po świętych miejscach, zamieszkiwał głównie w jaskiniach, gdzie wiódł pustelniczy żywot. W końcu osiadł w pustelni między Jerozolimą i Jerychem. Po pięciu latach odszedł głębiej na pustynię i zamieszkał w jaskini położonej na wzniesieniu.
Wokół niego zebrało się grono mnichów, pragnących naśladować jego pustelnicze życie. Eytymiusz objął nad nimi duchowe kierownictwo, jednocześnie nie rezygnując z samotności. W taki sposób powstała wspólnota zakonna z czasem nazwana Ławrą św. Eutymiusza.
Miał jadać tylko w soboty i niedziele, spać nie kładąc się, lecz siedząc lub stojąc, przytrzymując się za sznur przywiązany do narożnika celi. Miał mieć również dar przepowiadania przyszłości oraz uleczania chorych. Św. Eutymiusz Wielki zmarł w 473 roku, mając dziewięćdziesiąt sześć lat.

## Kult
Wierni zanoszą do niego modlitwy przy braku potomstwa oraz w czasie głodu. Cerkiew prawosławna czci go jako jednego z największych mnichów pierwszych wieków chrześcijaństwa.
Dzień obchodów
Katolickie Zgromadzenia Księży Marianów wspominają św. Ojca Eutymiusza Wielkiego Bogonosiciela 11 stycznia. W tym dniu obowiązują w liturgii tylko czytania o Świętym.
W Kościele katolickim wspomnienie liturgiczne obchodzone jest 20 stycznia.
Cerkiew prawosławna i Kościół ormiański wspominają świętego mnicha 20 stycznia/2 lutego, tj. 2 lutego według kalendarza gregoriańskiego.
Ikonografia
W ikonografii święty przedstawiany jest w sposób dosyć charakterystyczny. Jest łysiejącym mnichem ubranym w szaty wielkiej schimy, z bardzo długą (w niektórych wyobrażeniach sięgającą po pas), u dołu rozdwajającą się brodą. Rękoma błogosławi lub trzyma w nich zwój ze słowami pouczenia skierowanymi do braci swego monasteru, którego treść bywa różna. Święty jest jedną z głównych postaci przedstawianych na ikonach "Soboru Przenajświętszej Bogarodzicy", gdzie trzyma zwój z napisem: "Dziewica dzisiaj Przedwiecznego rodzi".